# Klaus Kröppelien
Klaus Kröppelien (n. 29 iunie 1958, Rostock, RDG) este un canotor ce a reprezentat Republica Democrată Germană, medaliat olimpic. A participat la o ediție a Jocurilor Olimpice (1980) în care a câștigat o medalie de aur.

## Participări
Lista de mai jos prezintă principalele competiții la care a participat Klaus Kröppelien de-a lungul carierei.
- rowing at the 1980 Summer Olympics – men's double sculls[*][4]